# Vignola-Falesina
Vignola-Falesina (deutsch veraltet: Walzburg-Falisen) ist eine italienische Gemeinde (comune) im Trentino in der autonomen Region Trentino-Südtirol mit 198 Einwohnern (Stand am 31. Dezember 2023). Die Gemeinde liegt etwa 12,5 Kilometer ostsüdöstlich von Trient am Rand des Fersentals und gehört zur Talgemeinschaft Comunità Alta Valsugana e Bersntol.